# Mogami (1934)
Mogami (japonsky: 最上) byl těžký křižník Japonského císařského námořnictva třídy Mogami, který se účastnil bojů druhé světové války. Vzhledem k tomu, že Japonsko už dříve vyčerpalo povolený limit pro stavbu těžkých křižníků, ke kterému se zavázalo na Washingtonské konferenci, byly lodě třídy Mogami nejprve stavěny jako lehké křižníky. Bylo plánováno, že v případě potřeby bude možné lodě přezbrojit výměnou třídělových věží s kanóny ráže 155 mm za dvoudělové s kanóny ráže 203,2 mm. Tak se také stalo na přelomu let 1939 a 1940.
Během druhé světové války podporoval japonský postup v jihozápadním Tichomoří. Během bitvy o Midway byl těžce poškozen a následně přestavěn na hybridní letadlový křižník. 25. října 1944 byla Mogami potopena během bitvy v průlivu Surigao.

## Služba

### Bitva u Midway (červen 1942)
Během bitvy u Midway byla večer 4. června Mogami spolu s ostatními sesterskými plavidly Kuritovy 7. křižníková divize (第7巡洋艦戦隊 Dai-šiči Džunjókan Sentai) vyčleněna k ostřelování Midwaye. Křižníky vyrazily na východ k atolu. Ve 0:20 5. června byl ale rozkaz zrušen. Kurita ale obdržel tuto zprávu až ve 2:30, když už byl necelých 50 námořních mil (92,6 km) západně od Midway. Divize přešla napřed na severní kurz, aby se připojila k Jamamotovu svazu.
Ve 2:15 Kuritovy křižníky poprvé zpozorovala vynořená ponorka USS Tambor. Ponorka ale ztratila kontakt a navázala ho až ve 2:38, když se po změně kurzu křižníky opět přiblížily. Ponorka byla ale rovněž zpozorována hlídkou na vedoucím křižníku Kumano a křižníky provedly obrat doleva při rychlosti 28 uzlů (51,9 km/h)…

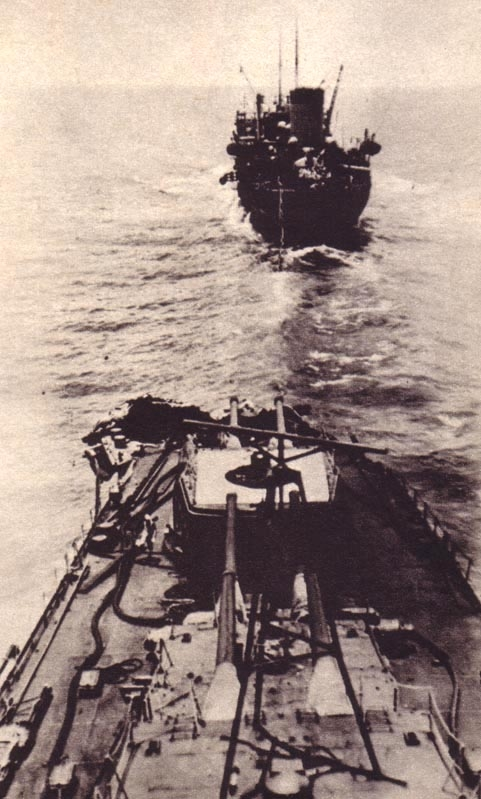
Pohled z můstku Mogami na poškozenou příď během doplňování paliva z tankeru Ničiei Maru. Povšimněte si japonské vlajky na přední dělové věži jako prostředku rychlé identifikace pro letadla.

Během obratu se celá formace rozpadla. Vedoucí Kumano otočil o 90° doleva, zatímco za ním plující Suzuja zatočila o pouhých 45°. Důsledkem toho se obě vedoucí lodě málem srazily, ale Suzuja nakonec proplula těsně za zádí Kumano. Mikuma provedla obrat o 45° a plula na levoboku za Suzujou. Když ale spatřila Kumano, který jí křížil cestu, provedla ještě jeden obrat o 45° a plula nyní na západ. Tím se ale dostala na kolizní kurz s Mogami, která nejprve zahájila obrat o 90° doleva, ale když se jí ostatní jednotky začaly vzdalovat, přešla na kurz přibližně 315°. Pět minut po zahájení obratu narazila Mogami přídí do levoboku Mikumy na úrovni můstku. Mikuma vyšla z kolize relativně lehce, ale Mogami měla zdemolovanou příď až po první dělovou věž, což značně snížilo její rychlost.
Viceadmirál Nobutake Kondó nařídil Kuritovi nechat poškozené Mogami a Mikuma v doprovodu torpédoborců Arašio a Asašio – které ale byly daleko vzadu – a se zbývajícími jednotkami ustoupit co nejrychleji. Mogami mohla plout rychlostí maximálně 12 uzlů (22,2 km/h), což určovalo rychlost celé dvojice.
Velitel opravárenských čet na Mogami nechal všech 24 kapalným kyslíkem plněných torpéd typu 93 hodit přes palubu, aby v případě napadení a zásahu nedošlo k jejich explozi.
Osamocené a na západ pomalu ustupující křižníky byly kolem osmé hodiny ranní napadeny dvanácti střemhlavými bombardéry od VMSB-241 z Midwaye, které vedl kapitán (Capt.) Marshall A. Tyler. Jedna puma zasáhla důstojnickou jídelnu a několik dalších pum svůj cíl jenom těsně minulo. Jakmile střemhlavé bombardéry odlétly, zaútočilo v 8:34 osm B-17E Flying Fortress od 7th AF USAAF z Midwaye, které vedl podplukovník (Lt. Col.) Brooke E. Allen. Ty shodily své 500lb (226,8 kg) pumy z výšky 20 000 stop (6096 m), ale všechny minuly. Po zbytek dne probíhala plavba již nerušeně a v 11:30 se dokonce podařilo rychlost Mogami a tím i celého uskupení zvýšit na 14 uzlů (25,9 km/h).
V časných ranních hodinách 6. června se k oběma křižníkům konečně přidaly torpédoborce Arašio a Asašio.
V 9:30 přiletěla první vlna 26 SBD Dauntless a osmi F4F-4 Wildcat z USS Hornet, následovaných později dalšími vlnami z USS Enterprise a opět z Hornetu, které se ale soustředily hlavně na Mikumu a doprovodné torpédoborce. Mogami byla zasažena celkem šestkrát během útoku první vlny, přičemž zahynulo 81 členů posádky. Zadní dělová věž č. 5 dostala přímý zásah a celá její obsluha byla zabita. Další puma zasáhla střed lodi a zničila torpédomety. Po skončení náletu pomohla Mogami se záchranou 240 přeživších z Mikuma a později doplnila palivo z tankeru Ničiei Maru. Dne 14. června se jí podařilo doplout na Truk.

### Opravy a přestavba (červen 1942 - duben 1943)
| Externí odkaz - Schéma Mogami po přestavbě v roce 1944 - (větší rozlišení) |

Dne 5. srpna 1942 vyplula Mogami po provizorních opravách z Truku a 25. srpna dorazila do Saseba, kde se kromě oprav podrobila rozsáhlé přestavbě na hybridní letadlový křižník. Obě zadní věže byly odstraněny a záď byla upravena jako manipulační plošina pro 11 E16A Zuiun/„Paul“. Těchto nových strojů byl ale nedostatek a tak byly nakonec použity tři F1M2 „Pete“ a čtyři E13A1 „Jake“. Touto přestavbou Mogami se mělo císařskému námořnictvu dostat plavidla pro zabezpečení leteckého průzkumu.
Rovněž protiletadlová výzbroj dočkala obměny. Dvouhlavňové 25mm kanóny a 13mm kulomety byly odstraněny a nahrazeny 10 tříhlavňovými 25mm kanóny typu 96. Byl namontován přehledový radar proti vzdušným i hladinovým cílům typu 21.
Během dubna 1943 prodělala Mogami několik zkušebních plaveb ve Vnitřním moři spolu s torpédoborcem Niizuki. Do služby se Mogami vrátila 30. dubna 1943.

### Zpět ve službě
Po návratu do služby byla Mogami opět zařazena do 7. křižníkové divize (第7巡洋艦戦隊 Dai-šiči Džunjókan Sentai), která ale nyní působila u 1. loďstva (第一艦隊 Dai-iči Kantai). Dne 1. května 1943 opustila Sasebo a druhého dne připlula do Haširadžimy, kde poté ještě prodělala další cvičení. Po jeho ukončení se Mogami se znovu setkala se zbývajícími sestrami Kumano a Suzuja a 20. května společně vyplouvají z Tokujamy do Jokosuky. Těsně před cílem se Mogami 22. května srazila s tankerem Toa Maru v Tokijské zátoce a lehce se poškodila.

### Bitva v průlivu Surigao (říjen 1944)
Během operace „Vítězství“ (捷１号作戦 Šó ichigó sakusen) byla Mogami součástí jižní 3. skupiny (第三部隊 Dai-san Bútai) viceadmirála Nišimury. Z Bruneje vyplula 22. října a zamířila k Filipínám. Časně ráno 24. října vyslala jeden ze svých hydroplánů, aby prozkoumal situaci u Leyte a na přístupových trasách. Průzkumný let se zdařil a Japonci získali vůbec první report toho dne o situaci u Filipín.
Mezi 9:18 a 10:00 byla 3. skupina v Suluském moři napadena letouny z letadlových lodí Enterprise a USS Franklin. Mogami ale vyvázla pouze s lehkým poškozením způsobeným raketami a kulometnou palbou stíhaček.
Když se 3. skupina plavila na sever úžinou Surigao (po půlnoci na 25. října), na jejímž konci čekaly americké bitevní lodě a křižníky, plula Mogami na konci japonské formace, za bitevní lodí Fusó. Mogami se úspěšně (na rozdíl od bitevních lodí) vyhnula oběma útokům torpédových člunů (mezi 00:15 - 00:35 a mezi 2:05 - 2:15) a ani během útoku amerických torpédoborců (mezi 3:00 - 3:30) jí žádné torpédo nezasáhlo.
Mezi 3:50 až 4:02, byla Mogami zasažena čtyřmi 203mm granáty amerických těžkých křižníků. Granáty zdemolovaly můstek a centrum řízení protiletadlové palby. Mezi padlými byl i kapitán Rjo Toma a velení se ujal vrchní dělostřelecký důstojník korvetní kapitán Giičiro Arai. Na lodi vypukly požáry. Levou zatáčkou se otočila na jih a začala ustupovat. V ústupu se jí snažila následovat i bitevní loď Jamaširo, která se ale ve 4:19 převrátila a potopila.
Během ústupu na jih rychlostí asi 8 uzlů (14,8 km/h) se Mogami setkala se skupinou viceadmirála Šimy. Ten se domníval, že hořící Mogami stojí nehybně na hladině. Když Šima rozkázal provést útok torpédy, příliš pozdě si všiml, že se Mogami pohybuje. Šimova vlajková loď – těžký křižník Nači – narazila ve 4:29 pod úhlem asi 10° levou stranou přídě do pravoboku Mogami na úrovni přední dělové věže. Mogami měla proražený trup nad čárou ponoru. Požáry přivedly k explozi pět torpéd, což způsobilo vyřazení turbín na pravoboku.
Americké těžké křižníky se vydaly pronásledovat ustupující Japonce do úžiny a mezi 5:30 až 5:35 byla Mogami zasažena dalšími deseti až dvaceti 152mm a 203mm granáty z křižníků USS Portland, USS Louisville a USS Denver. V 5:50 na Mogami vystřelil dvě torpéda torpédový člun PT-491, ale obě minula. Doprovázená torpédoborcem Akebono zamířila Mogami do Coron na Palawanu.
V 8:30 ráno vysadily i turbíny na levoboku a Mogami se zastavila. O půl hodiny později jí nehybnou nalezlo 17 Avengerů z eskortních letadlových lodí TG 77.4.2. Přesto, že představovala nehybný cíl, podařily se jim pouze dva zásahy 500lb (226,8 kg) pumami. Jelikož poškození Mogami bylo již příliš velké a nebylo možno jí odtáhnout do bezpečí, byla v 10:47 opuštěna. 700 přeživších převzal torpédoborec Akebono a poté jí dorazil jedním torpédem typu 93.
Ve 13:07 dne 25. října se Mogami potopila na pozici 9°40′ s. š., 124°50′ v. d. a spolu s ní šlo ke dnu i 192 členů posádky.
20. prosince 1944 byla Mogami vyškrtnuta ze seznamu lodí císařského námořnictva.

## Vrak
8. května 2019 byl vrak Mogami objeven výzkumnou lodí R/V Petrel v hloubce přibližně 1450 metrů. Poměrně zachovalý vrak je ve vzpřímené poloze – až na zdemolovanou a utrženou příď před dělovými věžemi.